# Haliplus ebolovensis
Haliplus ebolovensis is een keversoort uit de familie watertreders (Haliplidae). De wetenschappelijke naam van de soort is voor het eerst geldig gepubliceerd in 1955 door Guignot.